# Анна-Лена Фрідзам
Анна-Лена Фрідзам (нім. Anna-Lena Friedsam) — німецька тенісистка.

## Фінали турнірів WTA

### Одиночний розряд: 2 фінали
| Результат | В–П | Дата     | Турнір                 | Категорія   | Поверхня    | Супротивниця           | Рахунок       |
| --------- | --- | -------- | ---------------------- | ----------- | ----------- | ---------------------- | ------------- |
| Поразка   | 0–1 | Жов 2015 | Linz Open, Австрія     | Міжнародний | Хард (зала) | Анастасія Павлюченкова | 4–6, 3–6      |
| Поразка   | 0–2 | Бер 2020 | WTA Lyon Open, Франція | Міжнародний | Хард (зала) | Софія Кенін            | 2–6, 6–4, 4–6 |

### Пари: 2 (1 титул)
| Результат | В–П | Дата     | Турнір                    | Категорія   | Поверхня     | Партнерка      | Супротивниця                                  | Рахунок          |
| --------- | --- | -------- | ------------------------- | ----------- | ------------ | -------------- | --------------------------------------------- | ---------------- |
| Поразка   | 0–1 | Чер 2016 | Mallorca Open, Іспанія    | Міжнародний | Трава        | Лаура Зігемунд | Габріела Дабровскі Марія Хосе Мартінес Санчес | 4–6, 2–6         |
| Перемога  | 1–1 | Кві 2019 | Stuttgart Open, Німеччина | Прем'єрний  | Ґрунт (зала) | Мона Бартель   | Анастасія Павлюченкова Люціє Шафарова         | 2–6, 6–3, [10–6] |